# Borowodory
Borowodory (borany) – nieorganiczne związki chemiczne złożone z wodoru i boru.  Monomeryczny BH3 jest miękkim kwasem Lewisa. Ze względu na dużą skłonność do dimeryzacji nie występuje w stanie wolnym, a jedynie w postaci kompleksów ze związkami nukleofilowymi, czyli zasadami Lewisa (np. z pirydyną, C5H5N:BH3), a w stanie wolnym dimeryzuje. Dwa najprostsze stabilne borany są gazami (B2H6 i B4H10), cięższe cieczami np. (B5H9, B5H11, B6H10, B6H12), a B10H14 (dekaboran) jest ciałem stałym.
Ze względu na zwartość struktury wyróżniamy m.in. kloso-, nido- i arachno-borany. Mimo że bor dysponuje tylko trzema elektronami walencyjnymi, borany zawierają często więcej wodoru niżby to wynikało z wartościowości. Jest to tłumaczone tworzeniem tzw. wiązań trójcentrowych dwuelektronowych np. B−H−B.
Lekkie borany są bardzo łatwopalne – diboran samorzutnie zapala się w powietrzu i płonie zielonym płomieniem dając przy tym dwukrotnie więcej ciepła niż spalanie takiej samej masy węglowodorów, a także bardzo gwałtownie reaguje z wodą, w wyniku reakcji tworząc kwas ortoborowy:
B2H6 + 6H2O → 6H2 + 2H3BO3
Pierwszym chemikiem, który opisał i uzyskał borowodory w laboratorium, był Alfred Stock:
4BCl3 + 3LiAlH4 → 2B2H6 + 3LiAlCl4

## Porównanie właściwości borowodorów (25 °C)[2]
| Wzór   | Nazwa          | Stan skupienia | Temp. topn. [°C] | Temp. wrz. [°C] | Reakcja z powietrzem              | Reakcja z wodą                 | Trwałość termiczna                       | Model cząsteczki |
| ------ | -------------- | -------------- | ---------------- | --------------- | --------------------------------- | ------------------------------ | ---------------------------------------- | ---------------- |
| B2H6   | diboran        | gaz            | −165             | −92,5           | samorzutnie zapalny               | natychmiastowa hydroliza       | względnie trwały w 25 °C                 |                  |
| B4H10  | tetraboran(10) | gaz            | −121             | 18              | czysty nie zapala się samorzutnie | hydroliza w ciągu doby         | względnie szybki rozkład w 25 °C         |                  |
| B5H9   | pentaboran(9)  | ciecz          | −47              | 60              | samorzutnie zapalny > 30 °C       | hydroliza po ogrzaniu          | trwały w 25 °C; powolny rozkład w 150 °C |                  |
| B5H11  | pentaboran(11) | ciecz          | −123             | 63              | samorzutnie zapalny               | szybka hydroliza               | szybki rozkład w 25 °C                   |                  |
| B6H10  | heksaboran(10) | ciecz          | −62              | 108             | samorzutnie zapalny               | hydroliza po ogrzaniu          | powolny rozkład w 25 °C                  |                  |
| B6H12  | heksaboran(12) | ciecz          | −82              | 80–90           | –                                 | całkowita z wytworzeniem B4H10 | trwały kilka godzin w 25 °C              |                  |
| B8H12  | oktaboran(12)  | ciało stałe    | −20              | –               | –                                 | –                              | rozkład > −20 °C                         |                  |
| B8H18  | oktaboran(18)  | ciało stałe    | –                | –               | –                                 | –                              | nietrwały                                |                  |
| B9H15  | enneaboran(15) | ciało stałe    | 2,6              | –               | trwały                            | –                              | –                                        |                  |
| B10H14 | dekaboran(14)  | ciało stałe    | 99,7             | 213             | bardzo trwały                     | powolna hydroliza              | trwały w 150 °C                          |                  |